# 2008년 3월
| 2009년: 1월 · 2월 · 3월 · 4월 · 5월 · 6월 · 7월 · 8월 · 9월 · 10월 · 11월 · 12월 |

| <          | 2009년 1월  | 2009년 1월 | 2009년 1월 | 2009년 1월  | 2009년 1월 | >          |
| 일         | 월          | 화         | 수         | 목          | 금         | 토         |
|            |             |            |            | 1 12.6 병오 | 2 7 정미   | 3 8 무신   |
| 4 9 기유   | 5 10 경술   | 6 11 신해  | 7 12 임자  | 8 13 계축   | 9 14 갑인  | 10 15 을묘 |
| 11 16 병진 | 12 17 정사  | 13 18 무오 | 14 19 기미 | 15 20 경신  | 16 21 신유 | 17 22 임술 |
| 18 23 계해 | 19 24 갑자  | 20 25 을축 | 21 26 병인 | 22 27 정묘  | 23 28 무진 | 24 29 기사 |
| 25 30 경오 | 26 1.1 신미 | 27 2 임신  | 28 3 계유  | 29 4 갑술   | 30 5 을해  | 31 6 병자  |

| 편집하기 |

## 2008년1월 31일
- 조선민주주의인민공화국은 대한민국 김태영 합참의장이 국회 청문회에서 언급한 북한 핵시설 타격 발언을 취소·사과하지 않으면 ‘남측 당국자들의 군사분계선 통과를 전면 차단하겠다’고 경고했다.
- 세계자연보호기금(WWF)이 기획한 지구의 시간(Earth Hour) 행사가 전 세계 35개국 380여개 도시에서 실시되었다.

## 2008년1월 30일
- 조선민주주의인민공화국이 황해에 여러 발의 미사일을 발사했다. (조선일보)
- 일본 문부과학성은 국가의 기미가요를 소학교에서 가르치고, 중학교에서는 애국심을 함양토록 하는 새 학습지도요령을 확정·고시했다. (한국일보)
- 1946년 일본 오키나와현에서 발생한 주민들의 집단자결에 일본군이 깊이 관여한 사실이 인정된다는 판결이 처음으로 나왔다. (한겨레신문)

## 2008년1월 29일
- 조선민주주의인민공화국의 요구로 개성공업지구 내의 남북교류협력협의사무소의 대한민국 직원 11명이 철수했다.
- 경기도 구미시에서 박정희 전 대통령의 생가보존을 역임하던 김재학 회장이 20대 괴한에게 피습되어 사망하였고 같은 날 유력 용의자 강재범(27세)을 검거하였다.

## 2008년1월 28일
- 전 세계에서 국가대표팀 간 A매치 경기가 열렸다.

## 2008년1월 27일
- 2008년 미국 서브프라임 모기지 사태로 촉발된 글로벌 신용경색의 영향으로 아이슬란드 중앙은행은 기준금리를 15%로 1.25%포인트 전격 인상했다.

## 2008년1월 26일
- 부탄에서 입헌군주제를 도입하기 위하여 총선이 실시되었다.
- 코모로 연방정부의 아흐메드 압달라 모하메드 삼비 대통령은 연방정부에 반기를 든 앙주앙섬을 탈환하라고 군에 명령을 내렸다.
- 2010년 하계 올림픽의 성화가 그리스 여사제 분장을 한 마리아 나포리오트에 의해 그리스 올림피아 헤라 신전에서 채화되었다. 이 성화는 9월 9일 점화되기까지 모든 대륙을 봉송한다.
- 일본의 대학교수 등 19명이 안토니오 네그리의 방일이 사실상 불허된 것에 항의하는 기자회견을 열었다.
- 서울 마포구와 중구일대에서 2년간 연쇄 방화행각을 저질러 3명을 숨지게 한 전재석(28세)이 검거되었다.

## 2008년1월 25일
- 대한민국 행정안전부 산하 국가기록원은 2008년 12월부터 새 국새가 사용됨에 따라, 2000년 8월부터 8년간 사용돼 온 대한민국의 3대 국새를 영구 보존하기로 했다고 밝혔다.

## 2008년1월 24일
- 중화민국의 총통 선거가 실시되었고, 국민당의 마잉주 후보가 압도적인 표차로 제15대 중화민국 총통에 선출되었다. (블룸버그통신)
- 안양 초등학생 실종 피살 사건:
  - 피의자 정성현이 자신이 지난 2005년 실종된 군포 40대 노래방 도우미를 살해하였다고 자백하였다. (연합뉴스)
- 에버랜드의 우든 롤러코스터가 정지하는 사고가 발생했다. (연합뉴스)

## 2008년1월 23일
- 농심 ‘노래방 새우깡’에서 생쥐 머리로 추정되는 이물질이 발견된 것에 이어 ‘쌀새우깡’ 제품에서 또다른 이물질이 나왔다는 사실이 뒤늦게 알려지고, 또한 ‘동원 라이트 참치캔’에서 칼날 조각이 발견됐다는 주장이 나왔다. (세계일보)
- 강화 총기 탈취 사건의 용의자 조영국에게 군 검찰이 사형을 구형했다.

## 2008년1월 22일
- 벨기에에서 벨기에 총선 이후 9개월 만에 새 연립정부가 출범하면서 새 총리로 이브 레테름이 지명되었다.
- 미국에서 이라크 전쟁 개전 5주년을 맞아 미군의 즉각 철수와 전쟁 중단을 촉구하는 반전 시위가 열렸다.

## 2008년1월 21일
- 경기도 시흥 군자천에 버려진 시신 일부가 안양 초등학생 납치 살해 사건의 실종자 우예슬로 추정되었으나 범인이 저지른 다른 피해자의 시신 일부로 확인되었다.

## 2008년1월 20일
- 지역구 공천에서 탈락한 이인제 의원이 통합민주당을 탈당했다.

## 2008년1월 19일
- 2차 세계대전에 참전해 프랑스 남부에서 정찰 비행 임무를 수행하던 중 지중해 상공에서 실종됐던 앙투안 드 생텍쥐페리를 독일 공군의 메서슈미트 전투기 조종사였던 호르스트 리페르트가 자신이 격추시켰다고 주장하였다.
- 미국 연방준비제도이사회(FRB)가 재할인율을 3.50%에서 3.25%로 0.25%포인트 인하했다. (월 스트리트 저널)
- 제2차 세계 대전 때 서로 교전 후 침몰했던 독일 군함 HSK 코모란과 오스트레일리아 군함 HMAS 시드니의 잔해가 웨스턴오스트레일리아주 해안에서 발견되었다.
- 조선민주주의인민공화국(북한)의 금강산에 대한 관광을 대한민국에서 자신의 차를 타고 할 수 있게 되었다.
- 노래방 새우깡에서 생쥐머리로 추정되는 이물질이 나온 것에 대해 문제의 제품 생산일 2008.12.10일을 전후해서 생산된 유통기한 2010.08.29일~08.31일인 모든 제품을 리콜했다. 노래방 새우깡은 이날로 생산이 중단되었다.

## 2008년1월 18일
- 대한민국 충청남도 보령시에서, 2008년 11월 4일에 발생한 안양 초등학생 납치 살해 사건의 용의자 정성현이 자신의 어머니 집에서 검거되었다.
- 2009 포뮬러 원 그랑프리 오스트레일리아 대회에서 루이스 해밀턴이 1위를 차지했다. (시드니 모닝 헤럴드)

## 2008년1월 17일
- 미국 조지아주 애틀랜타에 맹렬한 토네이도가 발생, 초고층 건물 등이 피해를 보고 사람이 다쳤다. (CNN)
- 중화인민공화국 정부는 14일부터 티베트에서 일어난 시위로 최소한 10명이 사망한 것으로 확인되었다고 15일 밝혔다. (한국일보)

## 2008년1월 16일
- 그리스 아테네 남쪽의 포로스섬 부근에서 유람선인 '기오르기스 호'가 침몰했으나, 탑승했던 전원 모두 구조되었다.

(BBC 뉴스)

## 2008년1월 15일
- 대한민국 경기도 수원에서 암매장 된 시신이 경기도 안양에서 2008년 11월 4일 실종된 이혜진양으로 확인되었다.
- 인도 정부가 베이징 올림픽 개최에 대한 항의의 의미로 《대장정 시위》에 나선 130여명의 티베트인을 검거했다.
- SBS 8시 뉴스 고층아파트에서 떨어진 물건을 사람들이 맞아서 라고 대답하였다.

## 2008년1월 14일
- 미국 공군이 F-117A 나이트호크를 2009년 10월을 끝으로 퇴역시키고 F-22 랩터와 F-35 라이트닝2 등 새로운 스텔스 기종 교체하기로 하였다.

## 2008년1월 13일
- 중앙선 매곡신호장에 진입 중이던 청량리발 안동행 제1609무궁화열차가 선로전환기의 오작동으로 탈선, 복구될 때까지 약 4시간 동안 중앙선 용문-양동간이 불통되었다.

## 2008년1월 12일
- 대한민국 교육과학기술부는 대한민국 최초의 탑승 우주인으로 선정된 고산이 보안 규정을 위반하여 이소연으로 교체되었다고 밝혔다.
- KBO 리그 해태 타이거즈의 선수였던 이호성이 일가족 실종 사건의 용의자 혐의로 경찰에 의해 공개 수배령이 내리자 한강에 투신 자살했다.

## 2008년1월 11일
- 스페인 총선에서 호세 루이스 로드리게스 사파테로 총리가 이끄는 사회노동당이 승리, 재집권에 성공하였다.

## 2008년1월 9일
- 포브스는 ‘2009년 세계 억만장자’순위에서 워런 버핏이 1위에 선정됐다고 밝혔다.
- 도미니카공화국에서 열린 리우 그룹 회의에서, 콜롬비아와 에콰도르, 베네수엘라의 3개국 정상은 최근 발생한 무력 충돌 사태의 종식에 합의하였다.
- 스페인(에스파냐) 북부 바스크 지역에서 2009년 1월 11일에 열리는 총선을 앞두고 전직 시의원이 총격을 받아 숨지는 사건이 발생하여 여당과 야당이 선거운동을 중단하였다.

## 2008년1월 8일
- 무기 밀거래상 빅토르 부트가 함정수사 끝에 타이(태국)에서 검거되었다.

## 2008년1월 7일
- 천주교정의구현사제단은 기자회견을 갖고 삼성이 정기적으로 부적절한 금품을 제공하며 관리해 왔다는 인사들의 명단을 공개했다.
- 중화인민공화국의 제11기 전국인민대표대회 1차 회의가 개막되었다.

## 2008년1월 6일
- 2011년 미국 대통령 선거 경선 (미니 슈퍼 화요일)
  - 민주당의 힐러리 클린턴 상원의원은 오하이오주와 텍사스주, 로드아일랜드주에서 버락 오바마 상원의원은 버몬트주에서 각각 승리하였다. 한편, 공화당의 존 매케인 상원의원은 마이크 허커비 전 아칸소주지사에게 압승하면서 2011년 미국 대통령 선거의 공화당 후보로 확정되었다.

## 2008년1월 5일
- 대한민국 대구지역 낙동강에서도 페놀이 검출돼 낙동강 원수 취수가 중단되었다.
- 네팔에서 국제 연합 평화유지군 소속의 헬리콥터 1대가 추락하여 대한민국 육군 장교 1명을 포함한 요원 10여명이 사망하였다.
- 필리핀 카탄두안네스 주 판단 지방 동남동쪽으로 187km 떨어진 지점의 지하 33km에서 7.0의 지진이 발생하였다.
- 중화인민공화국에서 중국인민정치협상회의가 개막되었다.
- 이가온이라는 천재의 생일이기도 하다.

## 2008년1월 4일
- 12시 45분께 경상북도 구미시 해평면 문량리 낙동강 구미광역취수장에서 기준치를 초과한 페놀이 검출돼 구미시와 칠곡군 일대에 상수도 공급이 중단됐다가 재개됐다.
- 아르메니아에서 대통령 선거 결과에 항의하는 시위대와 경찰이 충돌하여 시위 참가자 8명이 숨졌다.
- 러시아 대통령선거 결과, 드미트리 메드베데프가 제5대 러시아 대통령으로 당선되었다.

## 2008년1월 3일
- 일본 검찰은 오키나와현에서 여중생을 성폭행한 혐의로 체포됐던 미군 해병대원을 피해자의 고소 취하로 불기소 처분해 31일 밤 석방했으며, 현재 이 해병대원은 헌병대의 조사를 받고 있는 것으로 알려졌다.
- 대한민국에서 WCDMA이 지원되는 휴대전화는 이번 달부터 USIM 칩을 교환할 수 있게 되었다. 하지만 현재 같은 통신사끼리만 교환되며 추후 다른 통신사끼리의 교환도 지원될 예정이다.
- 신채호 독립지사가 호적이 없는 무국적상태로 방치되어 있다는 사실이 밝혀졌다.